# Alessandro Tortato
Alessandro Tortato (Venezia, 18 marzo 1969) è un musicista, direttore d'orchestra e storico italiano.

## Biografia
Diplomatosi in pianoforte e in composizione presso il Conservatorio Benedetto Marcello di Venezia, ottiene un ulteriore diploma in direzione d'orchestra presso il Conservatorio Alfredo Casella dell'Aquila approfondendo successivamente lo studio di questa disciplina con noti maestri tra i quali Peter Maag, Donato Renzetti, Neeme Järvi e Jorma Panula ed ottenendo nel 2003 il primo premio al concorso internazionale per direttori d'orchestra di Maikop in Russia. Lo stesso anno riceve dall'Associazione Richard Wagner di Venezia lo "Stipendium" per il Bayreuther Festspiele ed è chiamato sul podio della Philharmonie di Berlino per dirigere la Berliner Kammerphilharmonie.
Ha diretto numerose orchestre, sia nazionali che internazionali (Milano, Venezia, Roma, Berlino, Mosca, Wałbrzych, Edimburgo, Breslavia, Pärnu, Tel Aviv, Klagenfurt, Vienna, Praga). È stato sino al 2019 direttore artistico e direttore principale dell'orchestra Accademia di San Giorgio di Venezia, presso la Fondazione Cini di Venezia e direttore artistico dell'ORV, Orchestra Regionale Filarmonia Veneta. Ha insegnato nei conservatori di La Spezia, Genova, Pesaro, Torino, Cosenza, Lucca e attualmente ha la cattedra di Teoria, ritmica e percezione musicale presso il Conservatorio "B. Marcello" di Venezia. Nel 1996 si è laureato presso l'Università degli Studi di Padova in scienze politiche con Piero del Negro. Nel 2002 ha poi ottenuto una seconda laurea in storia, con Mario Isnenghi, presso l'Università Ca' Foscari Venezia.
Giornalista pubblicista, scrive sulle pagine culturali del Corriere del Veneto e del Corriere della Sera. Nel 1999 esce il suo primo libro Ortigara, la verità negata che riporta documenti inediti sul tragico episodio della Grande Guerra. L'opera in breve tempo ha ottenuto la settima ristampa. Nel gennaio del 2004 ha inoltre pubblicato La prigionia di guerra in Italia 1915 - 1919, l'unico studio edito sugli oltre 400.000 prigionieri austroungarici detenuti in Italia durante la Grande Guerra, e nel 2014 ha curato la prima edizione integrale del Diario di guerra di Leonida Bissolati.
Appassionato di enogastronomia, ha collaborato per anni con Davide Paolini alla Guida ai ristoranti d'Italia del Sole 24 Ore. Tiene inoltre sul Corriere del Veneto, dorso regionale del Corriere della Sera, la rubrica "Note di Gusto" dedicata alle eccellenze della sua regione. Nel febbraio 2024 ha pubblicato per Ronzani Editore, in doppia versione, italiana e inglese, "I ristoranti di Venezia", la prima e unica guida ai ristoranti veneziani.
Nel gennaio del 2025 è stato nominato dal Ministero della Cultura italiano membro del Consiglio d'indirizzo del Gran Teatro La Fenice di Venezia.

## Opere
- "Ortigara: la verità negata.", sottotitolo: "Le sconvolgenti rivelazioni di documenti d'archivio che nessun italiano avrebbe mai voluto leggere"[1], Gino Rossato editore, Novale di Valdagno, 1999, ISBN 978-88-8130-069-3
- "La prigionia di guerra in Italia 1915 - 1919", Mursia, Milano, 2004[2], ISBN 8842531715
- "Prigionieri degli italiani" in "La Grande Guerra: dall'intervento alla «vittoria mutilata»" a cura di Mario Isnenghi e Daniele Ceschin, Utet, Torino, 2008
- Leonida Bissolati: Diario di Guerra edizione integrale a cura di Alessandro Tortato, Mursia, Milano (2014) ISBN 9788842546153
- "I ristoranti di Venezia", Ronzani Editore, Dueville, 2024
- "Restaurants of Venice", Ronzani Editore, Dueville 2024